# Jan Tore Sanner
Jan Tore Sanner (født 6. maj 1965 i Bærum) er en norsk politiker fra Høyre. I Erna Solbergs regering var han kommunal- og moderniseringsminister fra 2013 til 2018, undervisnings- og integrationsminister fra 2018 til 2020 og finansminister fra 2020 til 2021. Han har været næstformand i Høyre siden 2004 og valgt til Stortinget fra Akershus siden 1993. Sanner var tillige i Stortinget 1989-1990 som stedfortræder for handels- og skibsfartsminister Kaci Kullmann Five. Han var formand for Unge Høyre 1990-1994. Sanner var anden næstformand i Stortingets finanskomité 2005–2013 og Høyres finans- og næringspolitiske talsmand.